# Olivgelber Holzritterling
Der Olivgelbe Holzritterling (Tricholomopsis decora) ist eine Pilzart aus der Familie der Fadenkeulchenverwandten. 

## Merkmale

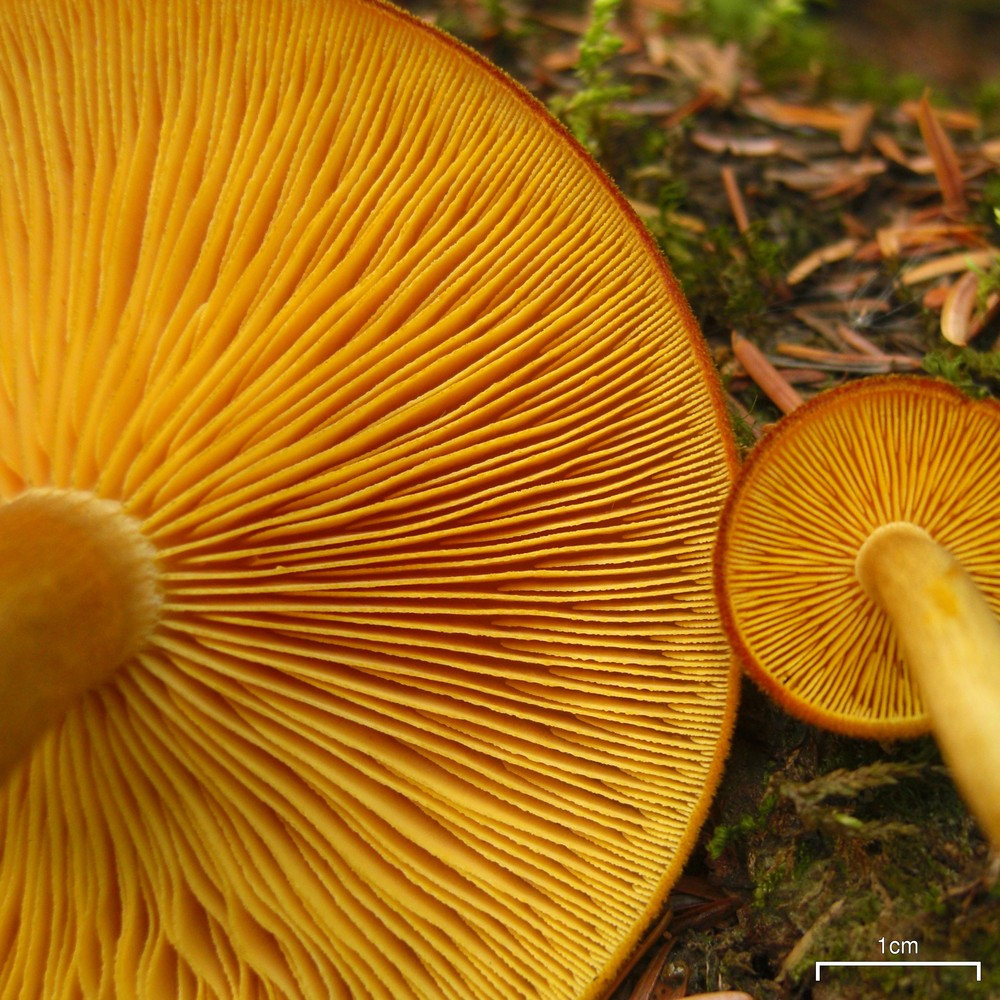
Blick auf die Lamellen zweier Fruchtkörper des Olivgelben Holzritterlings

Der Olivgelbe Holzritterling bildet in Hut und Stiel gegliederte 3–10 cm breite und bis zu 10 cm hohe Fruchtkörper. Die Hutoberfläche ist auf goldgelbem Grund mit konzentrisch angeordneten olivgrünlichen bis schwarzbraunen Schuppen bedeckt, die Hutmitte erscheint durch die dichter angeordneten Schuppen dunkler. Der fein faserige Hutrand ist lange heruntergebogen. Die goldgelben, schmalen Lamellen besitzen eine glatte Schneide und sind am Stiel ausgebuchtet angewachsen. Der schwefelgelbe, längsfaserige Stiel wird bei einer Länge von 3–7 cm etwa 0,6–1 cm stark, er kann exzentrisch angewachsen oder gebogen sein, an der Spitze ist er mit bräunlichen Flocken besetzt. Das Fleisch ist gelb und schmeckt mild bis etwas bitter.

## Ökologie

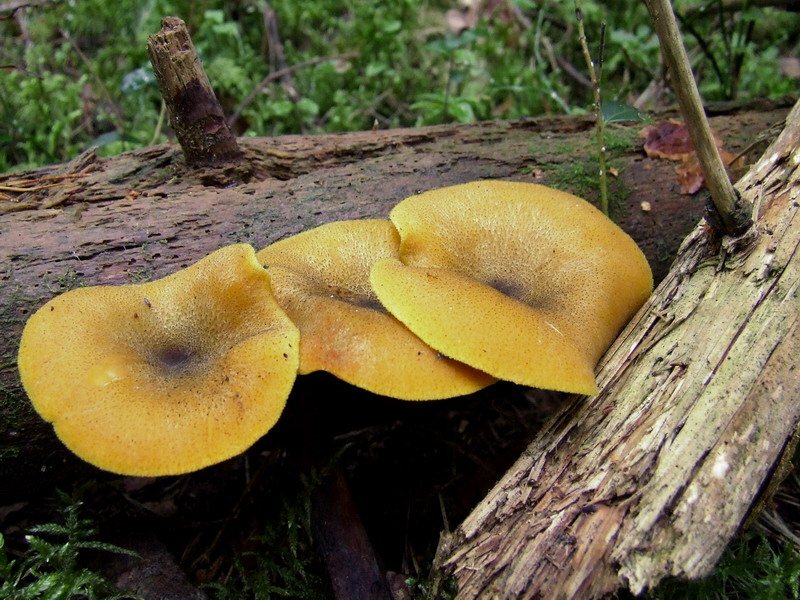
Hier fruktifiziert der Olivgelbe Holzritterling an einem liegenden, morschen Fichtenast.

Der Olivgelbe Holzritterling ist ein saprobiontischer Bewohner von Nadelholz, der an morschen Stümpfen, Strünken, liegenden Stämmen oder dickeren Ästen von Fichten, Kiefern und Tannen lebt und im besiedelten Holz eine Weißfäule hervorruft. Er kommt in der Regel in über 300 m Seehöhe in Fichten- oder Mischwäldern, in Fichtenforsten oder an Moorrändern vor, wobei saure Böden bevorzugt werden.

## Verbreitung
Die Art kommt in der Holarktis in wärmeren bis gemäßigten Gebieten vor, er wurde im Kaukasus, in Ostsibirien, Japan, den USA und Kanada gefunden. In Europa ist er vom Mittelmeerraum bis nach Skandinavien verbreitet, er kommt in Norwegen und Finnland bis zum 68. Breitengrad vor.

## Bedeutung
Der Olivgelbe Holzritterling ist ungiftig, aber ungenießbar – als Holzzersetzer ist er nicht von wirtschaftlicher Bedeutung.